# Вулиця Бандери (Львів)

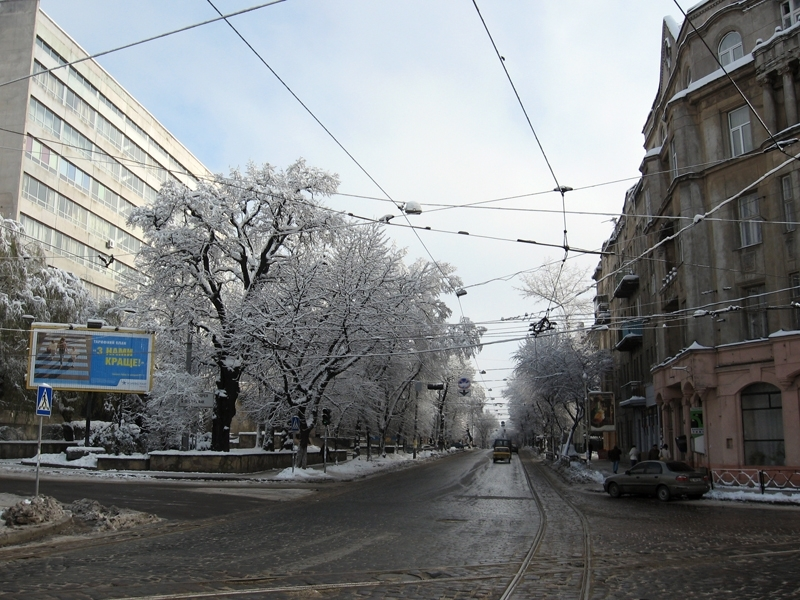
Вулиця Степана Бандери на перехресті з вулицями Митрополита Андрея, Антоновича та Русових

Ву́лиця Степа́на Банде́ри — вулиця на межі Галицького та Франківського районів міста Львова. Починається від вулиці Коперника і закінчується перетином з площею Кропивницького, поряд з якою в 2007 році був встановлений пам'ятник Степану Бандері, та вулицею Городоцькою. Обмежує зі сходу історичну місцевість Новий Світ.
Прилучаються вулиці: Ірини Калинець, Петра Дорошенка, Михайла Вербицького, Генерала Чупринки, Професорська, Політехнічна, Глибока, Архітекторська, Сергія Єфремова, Старосольських, Євгена Коновальця, Русових, Володимира Антоновича, Митрополита Андрея, Митрополита Ангеловича, Героїв УПА, Юрія Федьковича, Шептицьких та площа Маркіяна Шашкевича.

## Назва

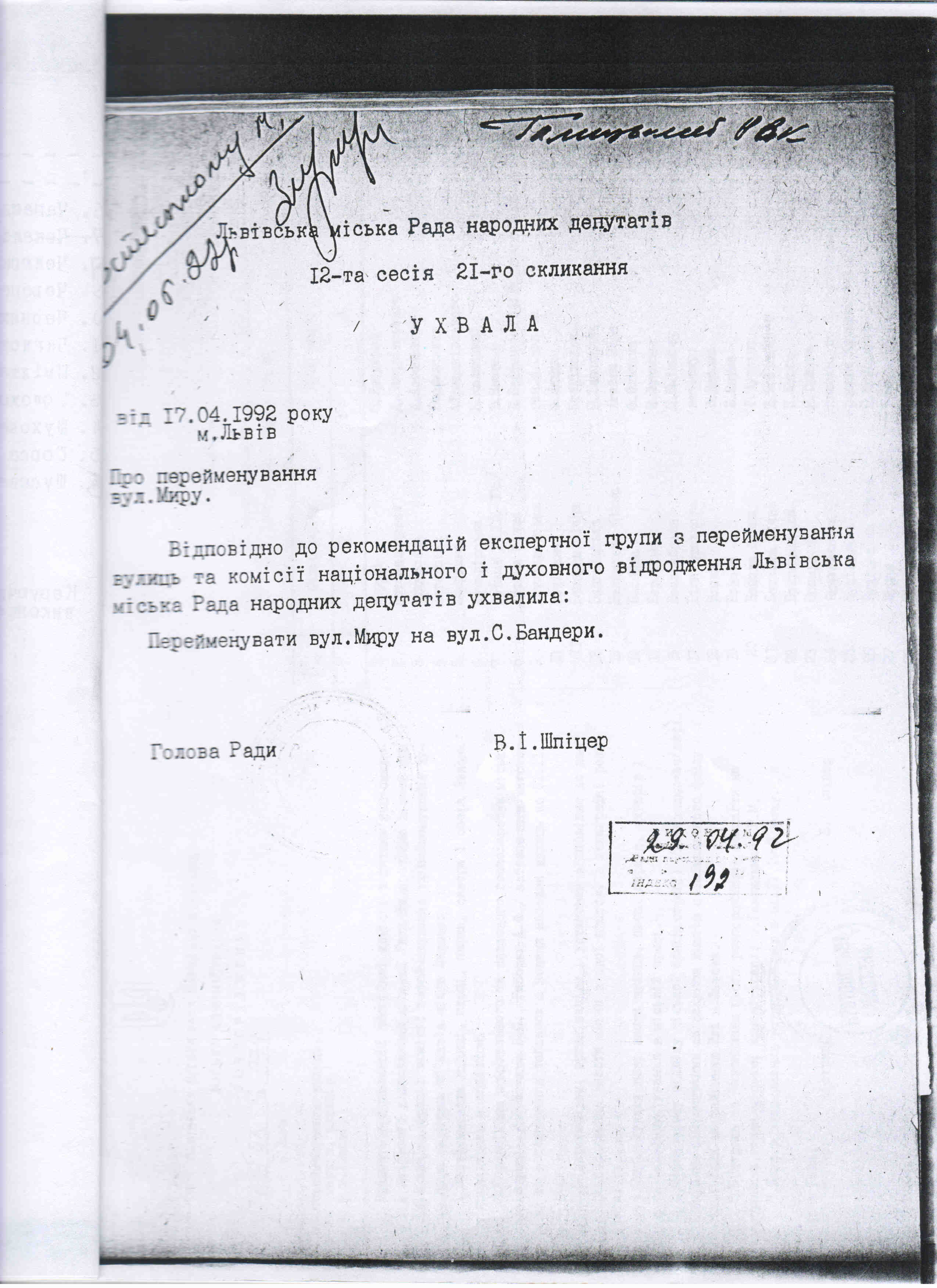
Ухвала Львівської міськради народних депутатів про перейменування вулиці Миру на вул. С. Бандери від 17 квітня 1992 року

- 1840—1886 — Новий Світ.
- 1886—1940 — Леона Сапеги, польського державного і громадського діяча.
- липень 1940 — серпень 1941 — Комсомольська.
- серпень 1941 — грудень 1941 — Леона Сапеги.
- грудень 1941 — липень 1944 — Фюрстенштрассе.
- серпень 1944 — грудень 1944 — Леона Сапеги.
- 1944—1961 — Сталіна.
- 1961—1991 — Миру.
- 17 квітня 1992 — названа на честь українського політичного діяча Степана Бандери, Героя України (посмертно, з 2009 року).

## Історія
У XVIII столітті заміська територія вздовж нинішньої вулиці Степана Бандери належала князям Чорторийським, а на початку XIX століття їх майно розділили на декілька частин, одна з яких дісталася князям Сапегам. Дорога, правда без назви, на місці нинішньої вулиці вказана у плані міста в 1750 році, по ній проходила межа між Галицьким і Краківським передмістями Львова. Десь у 1840 році вона почала називатися вулицею Новий Світ, і ця назва розповсюдилася на район на захід від неї.
Забудова вулиці почалася в останній чверті XIX століття. У 1877 році на вулиці збудували головний корпус Технічної академії (тепер головний корпус університету «Львівська політехніка»). У радянський період Львівський політехнічний інститут отримав ще декілька будівель на вулиці, для нього були побудовані також нові корпуси. У 1890 році на розі із вулицею Коперника за проєктом архітектора Юзефа Каетана Яновського звели будівлю казарм австрійської жандармерії. За часів Польської республіки тут містилося Головне управління польської поліції Львівського воєводства, пізніше — Львівська тюрма НКВС № 1, під час німецькій окупації — гестапо, у 1990-х—2000-х роках — ізолятор СБУ.
У 1894 році по вулиці пустили лінію електричного трамвая. У цей час, в забудові вулиці переважає еклектика та сецесія, характерні для архітектури Львова кінця XIX — початку XX століття.
28 вересня 2020 року розпочалася реконструкція вулиці Степана Бандери. Цьому передувало проєктування реконструкції вулиці у рамках проєкту «Вулиця для всіх», який реалізує КУ «Інститут міста» за фінансової підтримки Львівської міської ради та уряду Німеччини. Проєкт реалізовувався спільно з німецькими експертами та мешканцями, яких було залучено в процес обговорення реконструкції вулиці.
18 грудня 2021 року вулицю Степана Бандери повністю відкрили для проїзду транспорту. Всі роботи виконувала компанія «Онур». Загалом вони обійшлися міському бюджету у 209,5 млн грн. Під час реконструкції було облаштовано дві смуги для суміщеного руху автотранспорту разом з рейковим транспортом, оновлено трамвайні колії та тротуари, прокладено велосмуги з обох боків вулиці, замінено всі інженерні мережі та облаштовано «кишені» для паркування. На тротуарах присутнє тактильне покриття. У рамках реконструкції облаштували пішохідну зону біля Церкви Святих Ольги і Єлизавети. У майбутньому планують створити транспортний хаб на перетині вулиць Степана Бандери та Генерала Чупринки, а також висадити нові дерева.

## Споруди і архітектурні пам'ятки

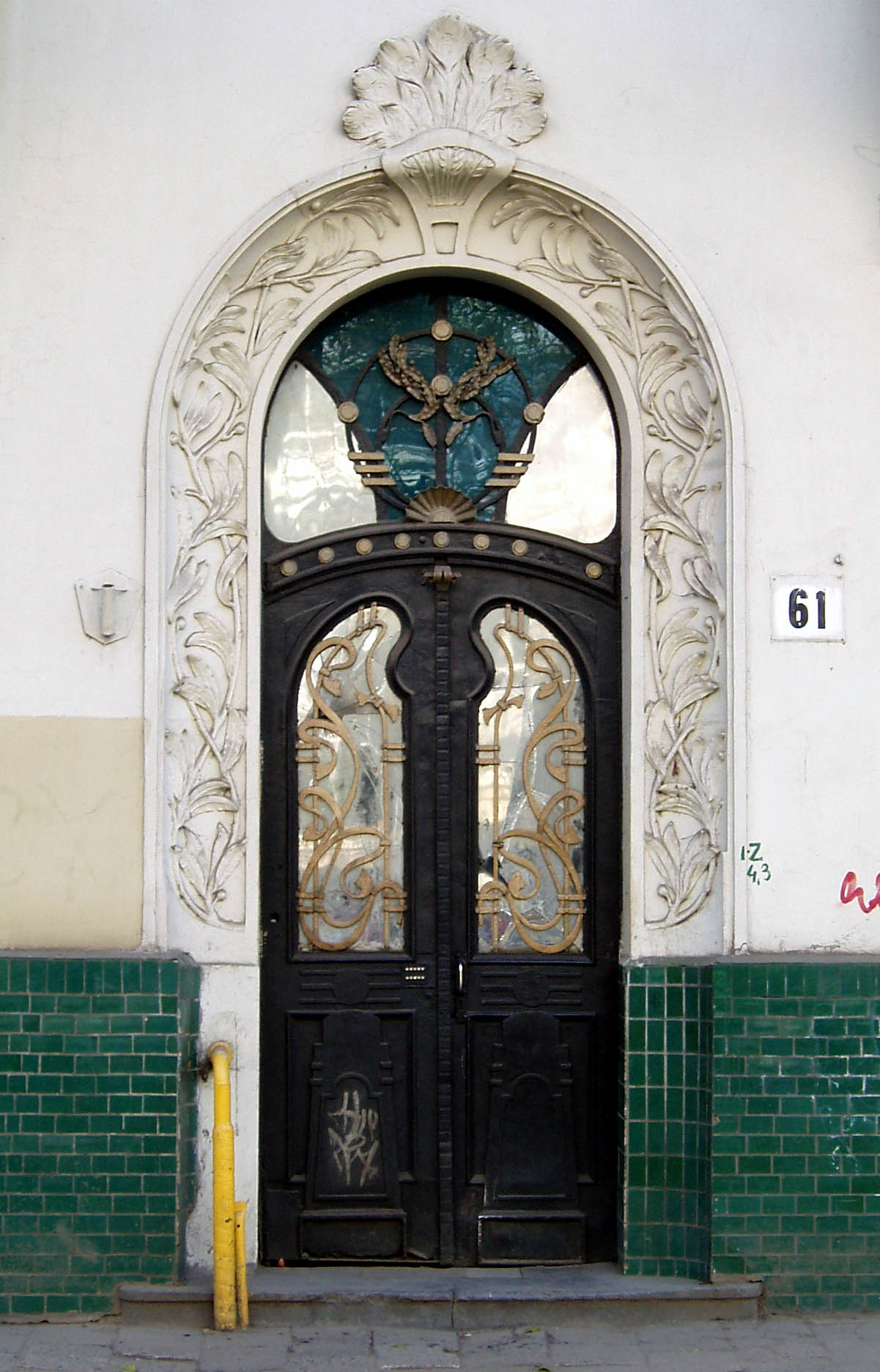
Сецесійні двері колишнього прибуткового будинку архітектора Каспера Юліана Драневича (1906; вул. Бандери, 61)

- № 1. Пам'ятка архітектури місцевого значення під охоронним № 2157
 Будівля Львівського міського управління міліції і Львівського міського управління СБУ (колишні казарми жандармерії), до якого примикає колишня політична в'язниця («Тюрма на Лонцького»). Збудована у 1890-х роках за проєктом Юзефа Каетана Яновського, як будинок управління поліції і казарми жандармерії[10]. 23 вересня 2008 року будівлю внесено до переліку пам'яток культурної спадщини, що не підлягають приватизації[11].
- № 2, 4, 6. Сецесійні будинки спроєктовані Владиславом Дердацьким спільно із Вітольдом Мінкевичем у 1909 році і збудовані фірмою Івана Левинського[12][13].
- № 3. Колишня будівля Нафтового банку. Збудована фірмою Едмунда Жиховича за проєктом Адольфа Піллера у 1910 році[13][14].
- № 5. Будинок споруджений у 1910 році ймовірно за проєктом Адольфа Піллера[13].
- № 7. Будинок споруджений за проєктом Альфреда Каменобродського у 1877 році[15].
- № 8. Пам'ятка архітектури місцевого значення під охоронним № 345/1
 Колишній костел Святої Марії Магдалени. Нині тут Львівський органний зал. Храм засновано близько 1600 року. Будівництво вів Мартин Годний (1609–1612), Ян Годний та Войцех Келар (приблизно до 1630)[16]. У 1753—1758 роках храм розбудував Мартин Урбанік, надавши йому вигляд тринефної базиліки. Статуї святих на фасаді виготовлено Себастьяном Фесінґером. У 1889 році були споруджені завершення веж за проєктом Юліана Захаревича[17]. 23 вересня 2008 року будівлю костелу внесено до переліку пам'яток культурної спадщини, що не підлягають приватизації[11].
В монографії «Єврейська архітектурна спадщина Львова» Юрія Бірюльова, згадується про будинок на вул. Леона Сапєги (нинішня вул. Бандери), 8, споруджений 1877 року за проєктом архітектора Ігнатія Віняжа у стилі неоренесансу з використанням дерев'яних елементів, який, на жаль, до наших днів не зберігся[18].

- № 9. Житловий будинок, споруджений 1889 року за проєктом Людвіка Балдвіна-Рамулта[19]. У 1906—1914 роках тут містилася майстерня скульптора Тадеуша Блотницького[20].
- № 11. Пам'ятка архітектури місцевого значення під охоронним № 192
 Будівля Львівської державної комунальної середньої загальноосвітньої школи № 3. До вересня 1939 року — загальноосвітня мішана школа імені святої Марії Магдалини («Магдуся» пол. «Magdusia»). Збудована 1883 року в популярному на той час «аркадовому стилі». Архітектор Юліуш Гохберґер[21][22]. 23 вересня 2008 року будівлю костелу внесено до переліку пам'яток культурної спадщини, що не підлягають приватизації[11].
- № 12. Пам'ятка архітектури місцевого значення під охоронним № 194
 Головний корпус Львівської політехніки. Збудований за проєктом і під технічним наглядом Юліана Захаревича, відкритий 1877 року. Скульптурне оздоблення Леонарда Марконі, Еміля Шредля, розписи інтер'єру Яна Матейка[23].

- № 14. Пам'ятка архітектури місцевого значення під охоронним № 195
 Будівля Львівської академічної гімназії (з 1906 року; до захоплення Галичини та Волині Радянським Союзом у 1939 році єдина державна гімназія з викладанням українською мовою).
- № 16. Житловий будинок зведений у 1909 році. Архітектор Станіслав Дец[24].
- № 21. Тут на початку XX століття діяла аптека Едварда Брюкнера «Під Агнцем Божим»[25]. Будинок у стилі французького неоренесансу споруджено 1884 року за проєктом Юліуша Цибульського[26].
- № 22. Будинок споруджений за проєктом Юзефа Горнунга у 1911 році[27].
- № 24. Будинок, на розі із вулицею Старосольських, споруджений за проєктом архітектора Фердинанда Касслера у стилі раціонального модерну у 1913 році на замовлення Берля Фінклера[28], скульптурне оздоблення Зигмунта Курчинського[29].
- № 28. Будівля навчального корпусу № 5 Львівської політехніки, в оформленні якого використаний титан.
- № 29. Триповерховий житловий будинок на розі з вулицею Глибокою. На першому поверсі будинку містяться кафе-бар та перукарня.
- № 30, 32. Комплекс будівель колишнього монастиря Святої Терези з дитячим притулком святої Софії, збудований у 1855—1862 роках за проєктом Йосифа Франца[30]. За радянського часу — військова кафедра, дослідний завод, а пізніше кафедра автомобілів Львівської політехніки.
- № 31, 33. Будинки у стилі орнаментальної сецесії, споруджені у 1908 році за спільним проєктом Владислава Гертманна та Юзефа Пйонтковського для Юзефа Кеніга[31][32]. У міжвоєнний період на першому поверсі будинку № 33 містився магазин Марії Лютман.
- № 35, 37, 39. Сецесійні прибуткові будинки архітектора Якуба Кроха, зведені за його власним проєктом до 1905 року[33].
- № 47, 47а. Чотириповерхові будинки на розі з вулицею Єфремова. Стельові розписи сходових кліток будинків виконали художники Ісер Феллер та Моїсей Крох[34]. 15 червня 2015 року в будинку № 47а була відкрита перша кото-кав'ярня в Україні.
- № 55. Будівля навчального корпусу № 7 Львівської політехніки.

- № 59, 61. Власні прибуткові будинки скульптора і архітектора Каспара Юліана Драневича, збудовані ним у 1906 році. Співавтор проєкту Ігнатій Віняж[35][36].
- № 69 — прибутковий будинок, на розі вулиць Степана Бандери та Русових, споруджений у 1913 році за проєктом архітектора Леопольда Райсса у стилі модерн з елементами класицизму[37][38]. На першому поверсі у міжвоєнний період містився ресторан Френкеля[39], за радянських часів — студентська їдальня, нині — піцерія «Челентано».
- № 71—73. Житлові будинки, споруджені 1897 року за проєктом Людвіка Балдвіна-Рамулта[19].
- № 87. Житловий будинок споруджений за проєктом Анджея Ґоломба у 1892 році[40].
- № 89. Прибутковий будинок на розі з нинішньою вулицею Героїв УПА споруджений 1881 року за проєктом Яна Карасінського[41].
- № 91. Будівля Львівської середньої загальноосвітньої школи № 55, споруджена у 1892—1893 роках за проєктом Броніслава Бауера й Івана Долинського як Мішана школа імені С. Конарського[42].

## Пам'ятники, пам'ятні таблиці
27 грудня 2015 року на розі вулиць Степана Бандери — Генерала Чупринки — Михайла Вербицького, відбулося урочисте відкриття пам'ятника видатному українському композитору, авторові музики до державного гімну України — Михайлу Вербицькому. Авторами пам'ятника є львівські скульптори Володимир і Андрій Сухорські. Монумент має висоту 2,9 метра. Композиція складається з бронзової скульптури — постаті о. Михайла Вербицького та гранітної стели, на якій вирізьблені ноти мелодії Українського гімну. Замовником на проєктування, виготовлення та встановлення пам'ятника було Львівське регіональне суспільно-культурне товариство «Надсяння». Виготовлення та встановлення пам'ятника відбулося за доброчинні пожертви.
22 листопада 1925 року у річницю листопадових боїв 1918 року відбулося урочисте відкриття пам'ятного знаку «Хрест оборони Львова», встановленого на фасаді загальноосвітньої мішаної школи імені святої Марії Магдалини (нині — львівська державна комунальна середня загальноосвітня школа № 3). До наших днів не зберігся.